# Villa de Vallecas
Villa de Vallecas è uno dei distretti in cui è suddivisa la città di Madrid, in Spagna. Viene identificato col numero 18.

## Geografia fisica
Il distretto si trova a sud-est del centro della città. Insieme al distretto di Puente de Vallecas, forma l'area di Vallecas.

### Suddivisione
Il distretto è suddiviso amministrativamente in 2 quartieri (Barrios):
- Casco Histórico de Vallecas
- Santa Eugenia